# Базельський кодекс

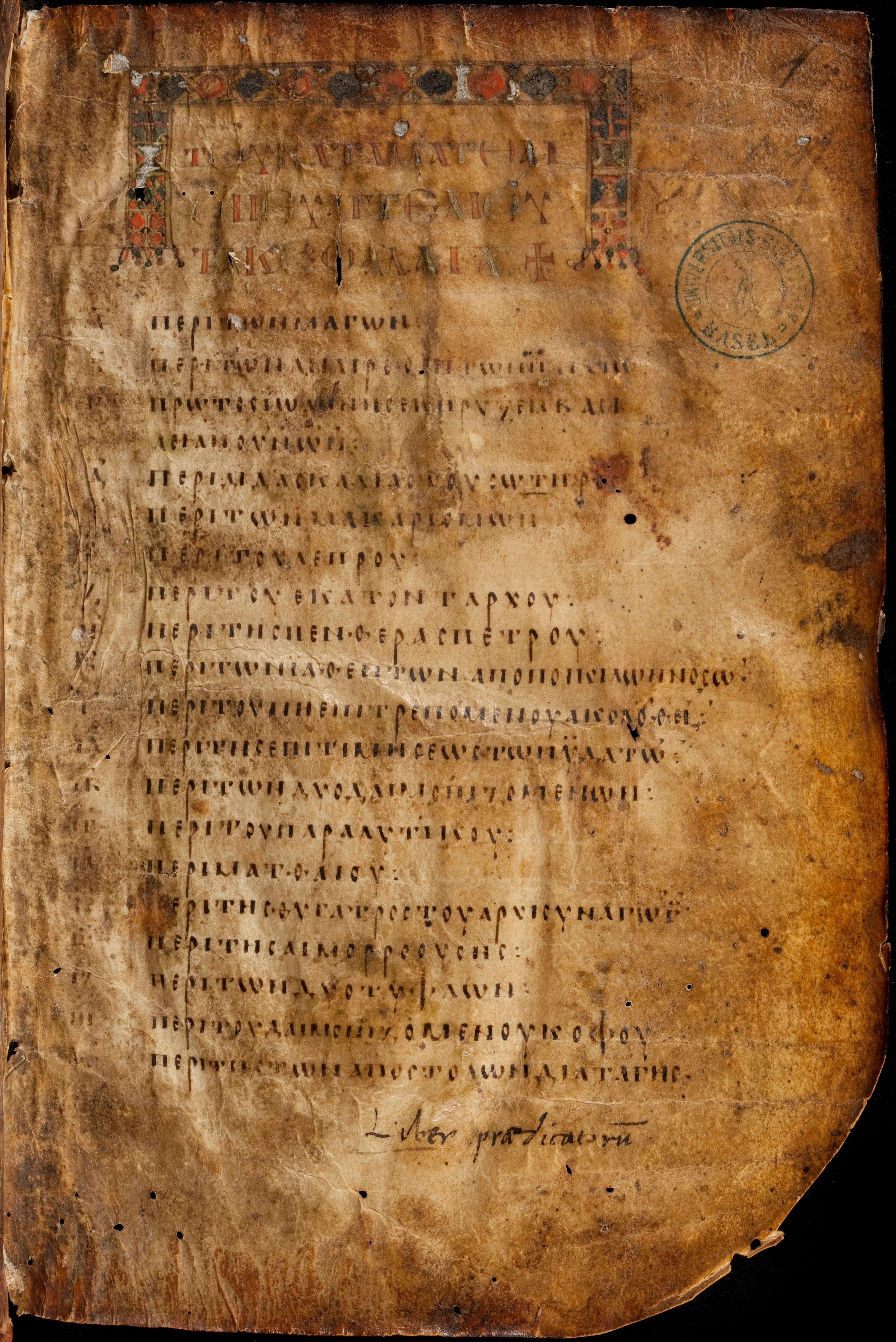
Базельский кодекс

Базельский кодекс (лат. Codex Basilensis, умовне позначення E або 07) — один з рукописів Нового Заповіту, написаний давньогрецькою мовою (діалект Койне), датується VIII століттям.
Базельский кодекс містить Четвероєвангеліє. Збереглося 318 аркушів кодексу, розмір аркуша — 23 на 16,5 см. Текст на аркуші розташований в одну колонку.